# Orzechówka (Sainte-Croix)
Pour les articles homonymes, voir Orzechówka.
Orzechówka est une localité polonaise de la gmina de Bodzentyn, située dans le powiat de Kielce en voïvodie de Sainte-Croix.